# Seefuchs (Drohne)

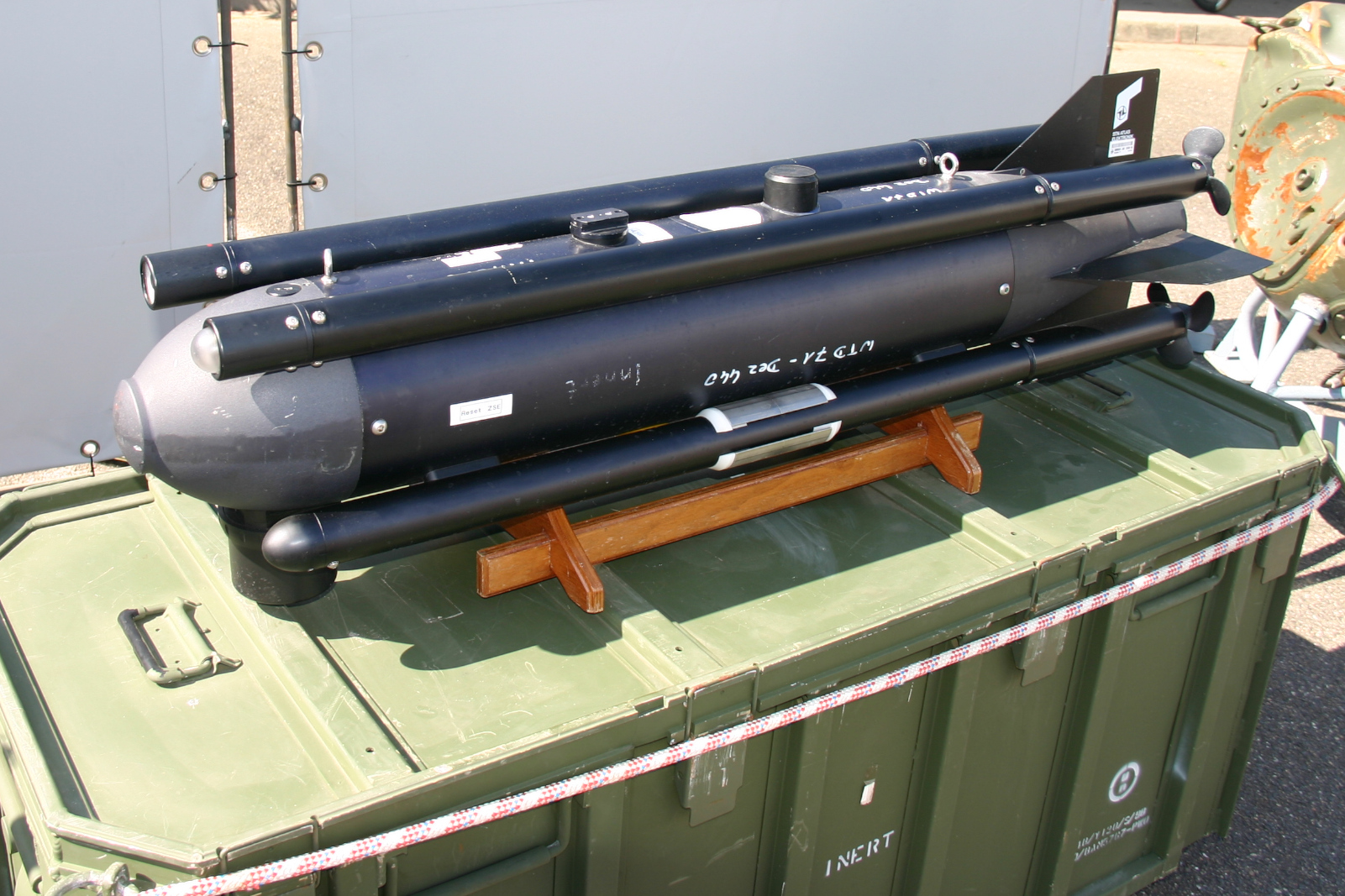
Unterwasserdrohne Seefuchs bei der Marineausstellung 2017 in Eckernförde

Seefuchs (auch SeaFox) ist eine Unterwasser-Drohne der Deutschen Marine. Hersteller ist Atlas Elektronik.
Die 1,20 Meter lange Drohne dient dem Aufspüren und Sprengen von Seeminen. Das torpedoförmige Gerät wird mittels Lichtwellenkabel gesteuert. Mit Nahbereichssonar und Video können Objekte geortet und identifiziert werden. Eine Sprengladung von 1,4 kg TNT zerstört bei Bedarf Drohne und Mine.
Die Drohne wird in Kombination mit dem bordeigenen Sonar auf den Minenjagdbooten der Klassen 332 (Frankenthal-Klasse), Klassen 333 und 352 eingesetzt.